# Andrea Lui
Andrea Lui (née Andrea Ling-Yee Lui) est une actrice canadienne, née le 30 décembre 1982 à Vancouver.

## Filmographie

### Cinéma
- 1996 : Heart of My Heart de Chai Yuen : Adrienne (Court métrage)
- 2003 : Fast Food High de Nisha Ganatra : Jamie
- 2006 : The House de David Krae : Kika
- 2006 : Pirates of Treasure Island de Leigh Scott : Yee
- 2006 : Warriors of Terra de Robert Wilson : Jade
- 2008 : That One Night (en) de Rick Alyea : Jennifer
- 2008 : Antigravity de James Colmer : Jade Summers
- 2009 : Lady Killer de David Krae : Cynthia Chan

### Télévision

#### Téléfilm
- 2001 : Juge et Coupable ? (The Judge) de Mick Garris : Marcie Jelkes
- 2006 : Au-delà de la vérité (Mind Over Murder) de Christopher Leitch : Rachel Chin
- 2008 : Cyclone Catégorie 7 : Tempête mondiale (Category 7: The End of the World) de Dick Lowry : Melody Chang

#### Série télévisée
- 1995 : Side Effects : Hayley Brink
- 1999 : The City de Milan Cheylov : Tanya
- 2004 : Metropia créé par Alex Galatis et Paula J. Smith : Kate
- 2004-2005 : Ma vie de star (Instant Star) créé par Linda Schuyler : E.J. Li
- 2006-2007 : The Nine : 52 heures en enfer (The Nine) créé par Hank Steinberg et Alex Graves : Rachel

Ainsi que des apparitions dans 1 ou 2 épisodes, dans différentes séries, dont :
- 1995 : Les Premières Fois (Ready or Not)
- 1995 : Fais-moi peur ! (Are You Afraid of the Dark?)
- 2000 : The Secret Adventures of Jules Verne
- 2000 : Invasion planète Terre (Earth: Final Conflict)
- 2004 : This Is Wonderland
- 2005 : Tilt
- 2005 : Sue Thomas, l'œil du FBI (Sue Thomas: F.B.Eye)
- 2008 : Pushing Daisies